# Swertia tetragona
Swertia tetragona är en gentianaväxtart som beskrevs av Michael Pakenham Edgeworth. Swertia tetragona ingår i släktet Swertia och familjen gentianaväxter. Inga underarter finns listade i Catalogue of Life.